# Gottfried Sellius
 Gottfried Sellius, auch Godofredus Sellius, Godefroy Sellius und Godofredi Sellii (* um 1704 in Danzig; † 25. Juni 1767 in Charenton bei Paris) war ein deutscher Jurist, Naturforscher und Übersetzer im Zeitalter der Aufklärung.

## Leben

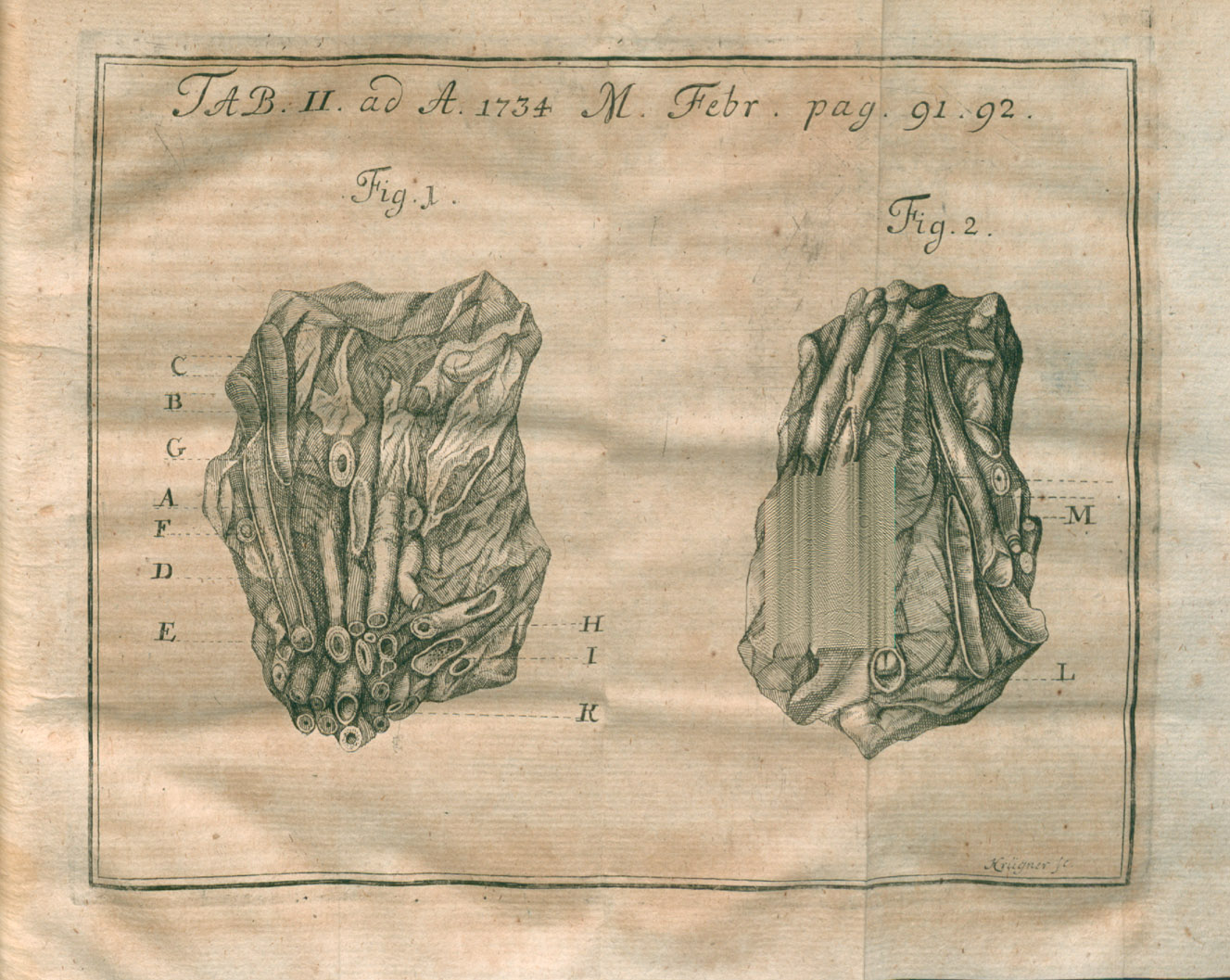
Illustration für die Rezension von Historia naturalis Teredinis seu Xylophagi Marini..., Acta Eruditorum, 1734

Er studierte in Marburg und Leiden unter anderem bei dem Mediziner und Botaniker Herman Boerhaave. In Leiden wurde er 1730 zum Doktor der Rechte promoviert. 1733 hatte er sein Mikroskop auf den Teredo navalis Linnaeus gerichtet, der die Republik in Aufregung versetzt hatte.
1735 kam er als a.o. Professor der Rechte und Beisitzer der Juristenfakultät nach Göttingen. Schon im folgenden Jahr ging er als Königlich-Preußischer Hofrat und o. Professor der Rechte und Philosophie nach Halle. Bald darauf begab er sich nach Berlin, wo er 1739 Professor für Physik am Collegium medicum war. 1741 ging er von Berlin nach Paris.
Zwischenzeitlich war er auch wieder in Holland. Am 31. Mai 1736 wurde Gottfried Sellius mit dem Beinamen Anaxagoras II. als Mitglied (Matrikel-Nr. 459) in die Deutsche Akademie der Naturforscher Leopoldina aufgenommen.
Im Juni 1744 schloss er mit dem Verleger André Le Breton einen Vertrag für die Übersetzung der Werke des Aufklärers und Metaphysikers Christian Wolff. Auf seine Anregung erwarb Le Breton 1745 eine Drucklizenz für eine Übersetzung der Cyclopaedia. Zwischen dem zweiten Übersetzer, John Mills, und Le Breton kam es jedoch zu Differenzen, die in einer Prügelei und einen anschließenden Gerichtsprozess gipfelten und so das gemeinsame Enzyklopädieprojekt beendeten.
Ab 1750 lebte er dauerhaft in Paris und erteilte Unterricht in der deutschen Sprache. Er beherrschte auch die nordischen Sprachen.

## Veröffentlichungen (Auswahl)
- [De imaginario] Dissertatio philosophico-juridica inauguralis de imaginario, quod scientiis adhaeret, in jurisprudentia detegendo / D. Hermanni Boerhaave ... publice ac solemni Examini submittit Godofredus Sellius. Wishoff, Leiden 1730. (Digitalisat)
- Responsiones ad Vindicias hujus methodi. 1735.
- Principia philosophiae naturalis experimentis stabilita in usus academicos. Fritsch, Halle 1738. (Digitalisat)
- Epistola Ad Virum Celeberrimum Atque Excellentissimum Joannem Wolfgang Trier. Amsterdam 1735.
- mit Dujardin: La Double Beauté : Roman Étranger. 1754.
- Übersetzung von Histoire naturelle de l'Islande, du Groenland, du détroit de Davis, et d'autres pays situés sous le Nord. des Johann Anderson, 1750.
- mit Johann Joachim Winckelmann und Jean-Baptiste-René Robinet: Histoire de l' art chez les anciens. bis 1766 In: Histoire générale des Provinces-Unies. bis 1770.